# 1112
Високе Середньовіччя  •  Золота доба ісламу  •  Реконкіста  •  Хрестові походи  •  Київська Русь

## Геополітична ситуація
Візантію очолює Олексій I Комнін (до 1118). Генріх V є імператором Священної Римської імперії (до 1125), Людовик VI Товстий — королем Франції (до 1137).
Апеннінський півострів розділений: північ належить Священній Римській імперії, середню частину займає Папська область, південна частина півострова окупована норманами. Деякі міста півночі: Венеція, Піза, Генуя, мають статус міст-республік.
Південь Піренейського півострова захопили Альморавіди. Північну частину півострова займають християнські Кастилія, Леон (Астурія, Галісія), Наварра та Арагон, Барселона. Королем Англії є Генріх I Боклерк (до 1135), королем Данії Нільс I (до 1134).
У Київській Русі княжить Святополк Ізяславич (до 1113). У Польщі княжить Болеслав III Кривоустий (до 1138). На чолі королівства Угорщина стоїть Коломан I (до 1116).
На Близькому сході існують держави хрестоносців: Єрусалимське королівство, Антіохійське князівство, Едеське графство, графство Триполі. Сельджуки окупували Персію та Малу Азію, в Єгипті владу утримують Фатіміди, у Магрибі панують Альморавіди, у Середній Азії правлять Караханіди, Газневіди втримують частину Індії. У Китаї продовжується правління династії Сун. На півдні Індії домінує Чола. В Японії триває період Хей'ан.

## Події
- Папа римський Пасхалій II відкликав згоду на світську інвеституру, до якої його змусив імператор Священної Римської імперії Генріх V.
- У частині Німеччини спалахнуло повстання проти імператора Генріха V, яке очолив Лотар Саксонський.
- Альфонс І Великий став графом Португалії у трирічному віці після загибелі батька Генріха на війні з маврами.
- Міщани Лана підняли повстання, вимагаючи самоуправління, вбили місцевого єпископа.
- Граф Барселони Раймон Беренгер III став завдяки одруженню також графом Провансу.
- Шлюб між королевою Кастилії та Леону Урракою й королем Арагону Альфонсо I анульовано.
- У Китаї (династія Сун) до влади повернулися реформісти.

## Померли
- Генріх, граф Португалії